# Gerknäs

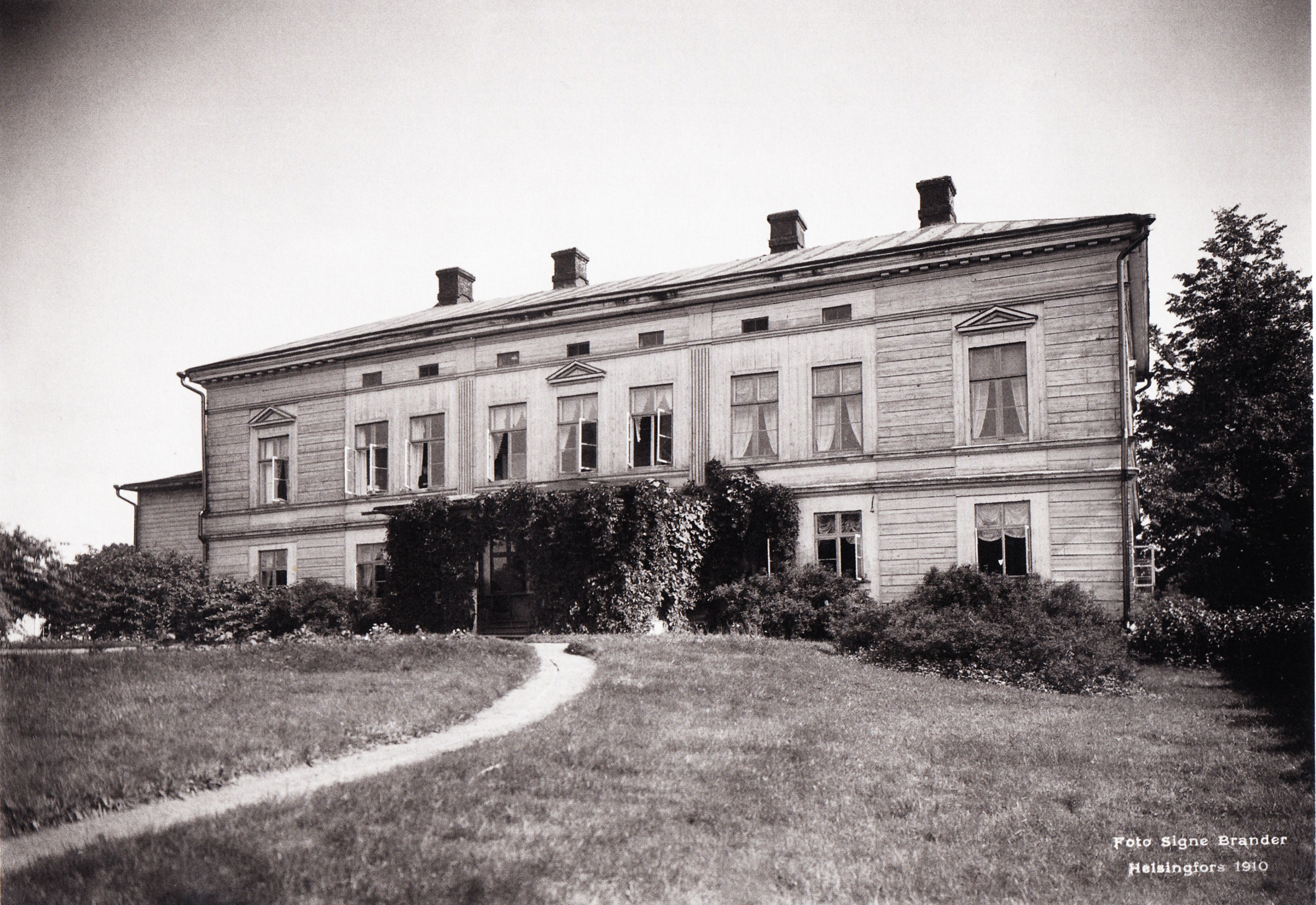
Gerknäs gård

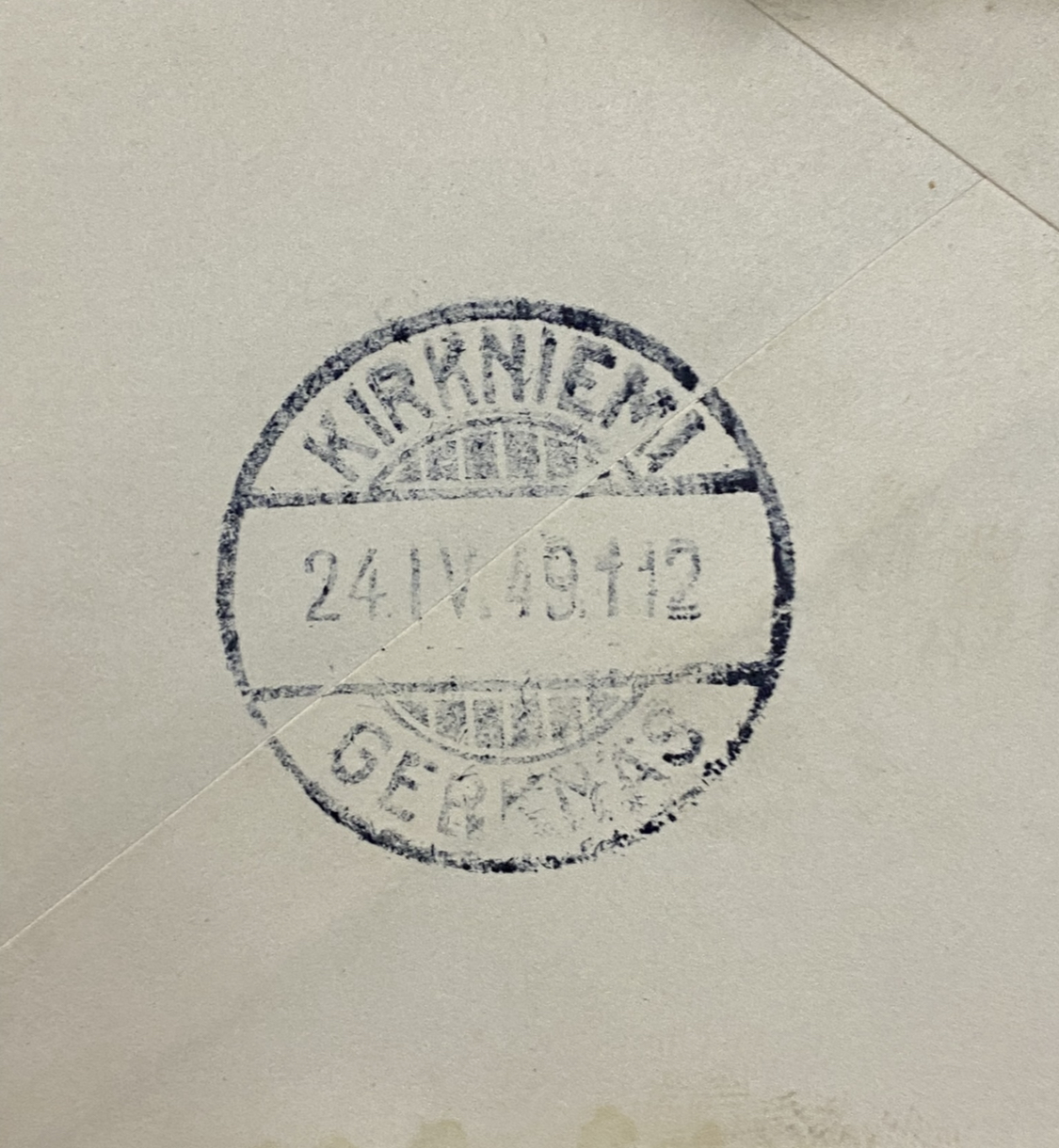
Gerknäs postanstalts stämpel.

Gerknäs (finska: Kirkniemi) är en egendom och stadsdel i Lojo stad i Nyland. På medeltida Gerknäs gård residerade släkten Tott, och senare har gården innehafts av bland annat överste Gustaf Wilhelm Conradi, Augustin Ehrensvärd och marskalk C.G.E. Mannerheim. Idag domineras orten av Gerknäs finpappersfabrik som ägs av Sappi Limited. Fabriken befinner sig trots sitt namn i Jönsböle stadsdel.